# Aleksandr Piatakowicz
Aleksandr Francewicz Piatakowicz (ros. Александр Францевич Пятакович, ur. 12 grudnia?/25 grudnia 1914 w Siennie, zm. 9 czerwca 1988 w Marinie Horce) – radziecki wojskowy, kapitan, Bohater Związku Radzieckiego (1945).

## Życiorys
Urodził się w polskiej rodzinie chłopskiej. W 1933 skończył technikum, pracował w sowchozie, 1936–1938 odbywał służbę w Armii Czerwonej, później mieszkał w Kraju Ałtajskim. Od lipca 1941 uczestniczył w wojnie z Niemcami, w styczniu 1945 jako dowódca plutonu 65 Brygady Pancernej 11 Samodzielnego Korpusu Pancernego 1 Frontu Białoruskiego w stopniu starszego porucznika wyróżnił się w walkach o przyczółek magnuszewski na lewym brzegu Wisły i o Radom. 15 stycznia 1945 dowodzony przez niego pluton czołgów T-34 zniszczył 6 niemieckich samochodów wojskowych, później zniszczył też dwa transportery opancerzone i trzy działa, w ciągu dalszych walk zniszczył jeszcze 8 czołgów, 9 dział i 6 transporterów wroga. Po wojnie służył w wojskach pancernych do 1946, gdy został zwolniony do rezerwy w stopniu kapitana. Później pracował w aparacie partyjnym i państwowym.

## Odznaczenia
- Złota Gwiazda Bohatera Związku Radzieckiego (24 marca 1945)
- Order Lenina
- Order Czerwonego Sztandaru
- Order Wojny Ojczyźnianej I klasy
- Order Wojny Ojczyźnianej II klasy

I medale.